# مخلوف آیت حسین
مخلوف آیت حسین (انگلیسی: Makhlouf Aït Hocine؛ زادهٔ ۱۷ نوامبر ۱۹۶۶) بازیکن هندبال اهل الجزایر بود.